# Balageri, Dharwad
Balageri là một làng thuộc tehsil Dharwad, huyện Dharwad, bang Karnataka, Ấn Độ.